# Иуда ибн-Эзра
Иуда (Иегуда) ибн-Эзра — испанский и еврейский деятель XII века.
Сведения о Иуде ибн-Эзре сохранил Авраам ибн Дауд в книге «Сефер ха-Каббала».

## Жизнедеятельность
Иуда ибн-Эзра был сыном Иосифа, одного из братьев поэта Моше ибн-Эзры, и внуком Якова, который при Шмуэле ха-Нагиде был на государственной службе в Гранаде.
Иуда ибн-Эзра с молодых лет служил у кастильского короля Альфонсо VII (1126—1157 годы). Иуда отличился в войне с маврами и завладел пограничной крепостью Калатравой (1146 год). Альфонс назначил его комендантом крепости и пожаловал ему титул наси. В 1149 году Альфонс назначил Иуду своим ближайшим помощником.
Иуда ибн-Эзра покровительствовал евреям Кастилии, выкупал пленных, кормил голодных и т. д. Он также известен тем, что добился у Альфонса преследования караимов.

## Источник
- Ибн-Эзра, Иуда // Еврейская энциклопедия Брокгауза и Ефрона. — СПб., 1908—1913.